# کارلو فینکو
کارلو فینکو (ایتالیایی: Carlo Finco؛ زادهٔ ۲۷ مهٔ ۱۹۶۸) دوچرخه‌سوار اهل ایتالیا است.